# Baldassarre Boncompagni
Baldassarre Boncompagni Ludovisi, principe di Piombino (Roma, 10 maggio 1821 – Roma, 13 aprile 1894), è stato un matematico e storico della scienza italiano.
Si occupò di storia della matematica; diresse e curò il Bullettino di bibliografia e di storia delle scienze matematiche e fisiche (1868-1887), il primo periodico italiano interamente dedicato alla storia della matematica. Inoltre curò la prima edizione moderna delle opere di Leonardo Fibonacci: il Liber abbaci, la Practica Geometriae, il Liber quadratorum, il Flos e l'Epistola ad magistrum Theodorum.

## Biografia
Di nobile e ricca famiglia romana, fu il secondogenito di Luigi I Boncompagni Ludovisi e di Maria Maddalena Odescalchi. Studiò sotto la guida del matematico Barnaba Tortolini e dell'astronomo Ignazio Calandrelli, e presto manifestò il suo interesse per la storia delle scienze, disciplina che perseguì con un indirizzo prevalentemente filologico e documentario. Nel 1847 Pio IX lo nominò membro della Pontificia Accademia dei Nuovi Lincei.
Fu socio delle Accademie delle Scienze di Bologna, Torino, Scienze e Arti di Modena, Socio Ordinario dell'Accademia delle Scienze di Berlino.
Di carattere schivo, e da alcuni considerato eccentrico, dedicò una cospicua porzione del suo patrimonio agli studi e alla stampa e diffusione di pubblicazioni scientifiche proprie e altrui, per cui allestì anche una tipografia (la Tipografia delle Scienze Matematiche e Fisiche). Sostenne le istituzioni culturali pontificie, per le quali pubblicò gli Atti dell'Accademia Pontificia dei Nuovi Lincei e il Bullettino meteorologico, organo dell'osservatorio del Collegio Romano. Tra il 1850 e il 1862 produsse importanti studi su matematici del medioevo e nel 1868 fondò il Bullettino di bibliografia e di storia delle scienze matematiche e fisiche.
Il bollettino riportava prime pubblicazioni in lingua italiana, articoli originali in lingua inglese, francese, tedesca, sia di recenti pubblicazioni e scoperte nell'ambito della matematica, fisica, chimica, astronomia, scienze della Terra, che di storia della matematica. Col suo prestigio e lascito scientifico, ma lontano da una moderna rivista scientifica di articoli peer-rewieved, Boncompagni era il regista dell'opera..
Dopo l'annessione dello Stato Pontificio al Regno d'Italia (1870), rifiutò di partecipare alle attività della nuova Accademia Nazionale dei Lincei e non accettò la nomina a senatore del Regno d'Italia offertagli da Quintino Sella; fu tuttavia membro di varie altre accademie italiane e straniere. Nel corso della sua attività scientifica raccolse una ricca biblioteca, comprendente oltre seicento manoscritti e ventimila volumi, che tuttavia andò dispersa dopo la sua morte.

## L'opera
Le prime opere di rilievo del Boncompagni furono due scritti del 1851, Delle versioni fatte da Platone tiburtino, traduttore del secolo duodecimo e Della vita e delle opere di Gherardo Cremonese, traduttore del secolo decimosecondo, e di Gherardo da Sabbioneta, astronomo del secolo decimoterzo. Esse ricostruivano l'attività di Platone da Tivoli e Gerardo da Cremona, vissuti nella Spagna del XII secolo, allora regione di contatti e scambi tra il mondo islamico e l'Europa cristiana. Platone e Gerardo erano parte del numeroso gruppo di studiosi che si erano dedicati alla traduzione (prevalentemente in latino) di opere di matematici e filosofi arabi e greci, contribuendo alla rinascita della matematica in Europa, dopo il regresso che aveva subito nel medioevo. Fra le traduzioni di Platone da Tivoli si ricordano quelle di un trattato di astronomia di Albatenius, gli Sferici di Teodosio di Tripoli, un trattato di Abualcasin sull'astrolabio e il Liber in geometria del matematico ebreo Savosorda. Tra quelle di Gerardo da Cremona vi furono l'Almagesto di Tolomeo, gli Elementi di Euclide, gli Sferici di Teodosio e gli Sferici di Menelao di Alessandria, nonché un adattamento dell'Algebra di al-Khwarizmi. A proposito di Gerardo da Cremona, Boncompagni dimostrò inoltre che egli non doveva essere identificato con Gerardo da Sabbioneta (vissuto nel secolo successivo), come allora erroneamente si credeva.
Già in queste prime opere si manifesta l'impostazione storiografica del Boncompagni, che privilegiava la ricerca e la ricostruzione accurata dei testi originali, a scapito della loro analisi e interpretazione critica.
Successivamente Boncompagni rivolse la sua attenzione a Leonardo Pisano, detto Fibonacci, uno dei più importanti matematici del XIII secolo. Nel 1852 pubblicò Della vita e delle opere di Leonardo Pisano, matematico del secolo decimoterzo e negli anni successivi curò la prima edizione a stampa di varie sue opere, tra cui il Liber abbaci e la Practica geometriae. Boncompagni ricostruì la vita di Fibonacci, identificò esattamente le sue opere (scoprì due nuovi codici del Liber abbaci e stabilì che esso fu scritto nel 1202, con una successiva edizione nel 1228) e contribuì a chiarirne l'importanza nella scienza del medioevo per la presentazione della numerazione indo-araba (che solo allora cominciava ad essere nota in Europa) e per i suoi contributi all'aritmetica e all'algebra.
Proseguendo nell'interesse per le traduzioni in latino di testi matematici arabi, nel 1857 Boncompagni pubblicò due opere di aritmetica dei secoli XII e XIII: Algoritmi de numero Indorum di al-Khwarizmi e Liber algorismi de practica arismetice di Iohannes Hispalensis.
Nel 1868 Boncompagni avviò la pubblicazione del Bullettino di bibliografia e di storia delle scienze matematiche e fisiche, una tra le prime riviste specificamente dedicata alla storia delle scienze. Interamente da lui finanziata, e stampata nella sua tipografia, la rivista fu pubblicata annualmente fino al 1887, per un totale di venti tomi. Essa ebbe la collaborazione di importanti studiosi italiani e stranieri, tra cui Moritz Cantor, Charles Henry, Paul Mansion, Antonio Favaro (che lo stesso Boncompagni aveva indirizzato verso lo studio della storia delle scienze); comprendeva articoli, recensioni e sunti, in italiano, francese e latino, riguardanti principalmente la scienza medievale e la trasmissione della conoscenza scientifica dal mondo arabo all'Europa cristiana; la matematica indiana e cinese; e l'opera di Galileo Galilei (su questo argomento furono importanti i contributi di Favaro); spazio minore era dedicato alla matematica greca e alle opere di scienziati contemporanei.
Nel Bullettino furono anche pubblicate per la prima volta lettere di numerosi matematici del XVII, XVIII e XIX secolo e altre opere fino ad allora inedite. Ogni numero conteneva inoltre una bibliografia di pubblicazioni scientifiche recenti. Assai autorevole e a diffusione internazionale, la rivista manifestava in modo evidente un approccio erudito e un'accuratissima diligenza bibliografica e filologica, talvolta spinta fino alla pedanteria, e si inscrive pienamente nell'impostazione storiografica del Boncompagni, tesa alla ricerca, riscoperta e ricostruzione dei dati biografici e dei testi scientifici, rifuggendo da interpretazioni e valutazioni critiche o tentativi di considerare lo sviluppo scientifico in relazione ad altri aspetti della storia delle idee e della società.

## Opere
- Recherches sur les integrales définies, in Journal für die reine und angewandte Mathematik, 1843, XXV, pp. 74–96
- Intorno ad alcuni avanzamenti della fisica in Italia nei secoli XVI e XVII, in Giornale arcadico di scienze, lettere ed arti, 1846, CIX, pp. 3–48 [2]
- Della vita e delle opere di Guido Bonatti, astrologo e astronomo del secolo decimoterzo, Roma, 1851
- Delle versioni fatte da Platone Tiburtino, traduttore del secolo duodecimo, in Atti dell'Accademia Pontificia dei Nuovi Lincei, 1850-51, IV, pp. 247–286
- Della vita e delle opere di Gherardo Cremonese, traduttore del secolo decimosecondo, e di Gherardo da Sabbioneta, astronomo del secolo decimoterzo, in Atti dell'Accademia Pontificia dei Nuovi Lincei, 1850-51, IV, pp. 387–493
- Della vita e delle opere di Leonardo Pisano, matematico del secolo decimoterzo, in Atti dell'Accademia Pontificia dei Nuovi lincei, 1851-52, V, pp. 208–245
- Intorno ad alcune opere di Leonardo Pisano (Roma: tipografia delle belle arti, 1854)
- Opuscoli di Leonardo Pisano, pubblicati da Baldassarre Boncompagni secondo la lezione di un codice della Biblioteca Ambrosiana di Milano, Firenze, 1856
- Trattati d'aritmetica pubblicati da Baldassarre Boncompagni, I, Algoritmi de numero Indorum; II, Ioannis Hispalensis liber Algoritmi de practica arismetice, Roma, 1857
- Scritti di Leonardo Pisano, matematico, pubblicati da Baldassarre Boncompagni, 2 voll., Roma, 1857-62
- Bullettino di bibliografia e di storia delle scienze matematiche e fisiche, tomi I-XX, Roma, 1868-1887

## Onorificenze
A Baldassarre Boncompagni è stato dedicato l'asteroide 11981 Boncompagni.

## Albero genealogico
|                                                         |                                          |                                                                  | Genitori                                              |  |  | Nonni |  |  | Bisnonni                                                |  |  | Trisnonni                              |  |
|                                                         |                                          |                                                                  |                                                       |  |  |       |  |  | Gaetano I Boncompagni Ludovisi, IV principe di Piombino |  |  | Antonio I Boncompagni, VI duca di Sora |  |
|                                                         |                                          |                                                                  |                                                       |  |  |       |  |  | Gaetano I Boncompagni Ludovisi, IV principe di Piombino |  |  | Antonio I Boncompagni, VI duca di Sora |  |
|                                                         |                                          | Maria Eleonora Boncompagni Ludovisi, III principessa di Piombino |                                                       |  |  |       |  |  | Gaetano I Boncompagni Ludovisi, IV principe di Piombino |  |  |                                        |  |
| Antonio II Boncompagni Ludovisi, V principe di Piombino |                                          |                                                                  |                                                       |  |  |       |  |  | Gaetano I Boncompagni Ludovisi, IV principe di Piombino |  |  |                                        |  |
|                                                         |                                          | Laura Chigi                                                      | Augusto Chigi, II principe di Farnese                 |  |  |       |  |  |                                                         |  |  |                                        |  |
|                                                         |                                          | Laura Chigi                                                      | Augusto Chigi, II principe di Farnese                 |  |  |       |  |  |                                                         |  |  |                                        |  |
|                                                         |                                          | Laura Chigi                                                      | Eleonora Rospigliosi                                  |  |  |       |  |  |                                                         |  |  |                                        |  |
| Luigi I Boncompagni Ludovisi, VI principe di Piombino   |                                          | Laura Chigi                                                      |                                                       |  |  |       |  |  |                                                         |  |  |                                        |  |
|                                                         |                                          | Sforza Giuseppe Sforza Cesarini, III principe di Genzano         | Gaetano I Sforza Cesarini, II principe di Genzano     |  |  |       |  |  |                                                         |  |  |                                        |  |
|                                                         |                                          | Sforza Giuseppe Sforza Cesarini, III principe di Genzano         | Gaetano I Sforza Cesarini, II principe di Genzano     |  |  |       |  |  |                                                         |  |  |                                        |  |
|                                                         |                                          | Sforza Giuseppe Sforza Cesarini, III principe di Genzano         | Vittoria Conti                                        |  |  |       |  |  |                                                         |  |  |                                        |  |
| Vittoria Sforza Cesarini                                |                                          | Sforza Giuseppe Sforza Cesarini, III principe di Genzano         |                                                       |  |  |       |  |  |                                                         |  |  |                                        |  |
|                                                         |                                          | Maria Francesca Giustiniani                                      | Vincenzo Giustiniani, III principe di Bassano         |  |  |       |  |  |                                                         |  |  |                                        |  |
|                                                         |                                          | Maria Francesca Giustiniani                                      | Vincenzo Giustiniani, III principe di Bassano         |  |  |       |  |  |                                                         |  |  |                                        |  |
|                                                         |                                          | Maria Francesca Giustiniani                                      | Costanza Boncompagni                                  |  |  |       |  |  |                                                         |  |  |                                        |  |
| Baldassarre Boncompagni Ludovisi                        |                                          | Maria Francesca Giustiniani                                      |                                                       |  |  |       |  |  |                                                         |  |  |                                        |  |
|                                                         | Livio Odescalchi, II principe Odescalchi | Baldassarre Odescalchi, I principe Odescalchi                    |                                                       |  |  |       |  |  |                                                         |  |  |                                        |  |
|                                                         | Livio Odescalchi, II principe Odescalchi | Baldassarre Odescalchi, I principe Odescalchi                    |                                                       |  |  |       |  |  |                                                         |  |  |                                        |  |
|                                                         | Livio Odescalchi, II principe Odescalchi | Eleonora Maddalena Borghese                                      |                                                       |  |  |       |  |  |                                                         |  |  |                                        |  |
| Baldassarre Odescalchi, III principe Odescalchi         | Livio Odescalchi, II principe Odescalchi |                                                                  |                                                       |  |  |       |  |  |                                                         |  |  |                                        |  |
|                                                         |                                          | Maria Vittoria Corsini                                           | Filippo Corsini, II principe di Sismano               |  |  |       |  |  |                                                         |  |  |                                        |  |
|                                                         |                                          | Maria Vittoria Corsini                                           | Filippo Corsini, II principe di Sismano               |  |  |       |  |  |                                                         |  |  |                                        |  |
|                                                         |                                          | Maria Vittoria Corsini                                           | Ottavia Strozzi                                       |  |  |       |  |  |                                                         |  |  |                                        |  |
| Maddalena Odescalchi                                    |                                          | Maria Vittoria Corsini                                           |                                                       |  |  |       |  |  |                                                         |  |  |                                        |  |
|                                                         |                                          | Benedetto II Giustiniani, V principe di Bassano                  | Girolamo Vincenzo Giustiniani, IV principe di Bassano |  |  |       |  |  |                                                         |  |  |                                        |  |
|                                                         |                                          | Benedetto II Giustiniani, V principe di Bassano                  | Girolamo Vincenzo Giustiniani, IV principe di Bassano |  |  |       |  |  |                                                         |  |  |                                        |  |
|                                                         |                                          | Benedetto II Giustiniani, V principe di Bassano                  | Maria Angelica Ruspoli                                |  |  |       |  |  |                                                         |  |  |                                        |  |
| Caterina Valeria Giustiniani                            |                                          | Benedetto II Giustiniani, V principe di Bassano                  |                                                       |  |  |       |  |  |                                                         |  |  |                                        |  |
|                                                         |                                          | Cecilia Carlotta Francesca Anna Mahony                           | James Joseph O'Mahony, conte Mahony                   |  |  |       |  |  |                                                         |  |  |                                        |  |
|                                                         |                                          | Cecilia Carlotta Francesca Anna Mahony                           | James Joseph O'Mahony, conte Mahony                   |  |  |       |  |  |                                                         |  |  |                                        |  |
|                                                         |                                          | Cecilia Carlotta Francesca Anna Mahony                           | Anne Clifford                                         |  |  |       |  |  |                                                         |  |  |                                        |  |
|                                                         |                                          | Cecilia Carlotta Francesca Anna Mahony                           |                                                       |  |  |       |  |  |                                                         |  |  |                                        |  |